# Acher
Die Acher ist ein rund 54 km langer, orografisch rechter Nebenfluss des Rheins im baden-württembergischen Ortenaukreis und im Landkreis Rastatt, Deutschland. Die Acher fließt aus dem Schwarzwald in nordwestlicher Richtung über die Oberrheinische Tiefebene zum Oberrhein, dem sie zwischen den in ähnlicher Richtung laufenden Rheinzuflüsse Rench zuvor und Murg danach zustrebt.

## Name
Die Herkunft des Namens ist nicht sicher geklärt. Möglich ist eine vorgermanische Rekonstruktion *Akwara, indem das indogermanische Wort *akᵘ̯ā 'Wasser' steckt. Alternativ wäre ein germanischer Ursprung *Akara oder *Akra mit dem Verb *ak-a- 'fahren, treiben' als Basis.

## Geographie

### Verlauf
Das Quellgebiet der Acher liegt am von eiszeitlichen Karen gegliederten Nordosthang des Vogelskopfes (1056,2 m ü. NHN). Die als Acherquelle bezeichnete Quelle liegt auf einer Höhe von 848 m ü. NN im Bereich des Ruhesteinlochs, das nach dem östlich benachbarten Ruhestein-Sattel zwischen Vogelskopf und Seekopf (1054,9 m ü. NHN) benannt ist.
Die Acher fließt zunächst mit großem Gefälle nach Norden. Bei der Einmündung des von Norden, aus dem Mummelsee unterhalb der Hornisgrinde herabkommenden Seebachs wendet sie ihren Lauf nach Westen und durchfließt den trogtalartig geweiteten Talraum von Seebach. Hier erreicht das Tal zwischen der Hornisgrinde und dem Vogelskopf eine Tiefe von etwa 550 Metern.
In diesem Teil wird die Acher auch Seebach genannt, ein Hinweis darauf, dass früher der vom Mummelsee herabkommende Nebenbach als der Hauptquellast der Acher galt, trotz seiner etwas geringeren Wasserführung.

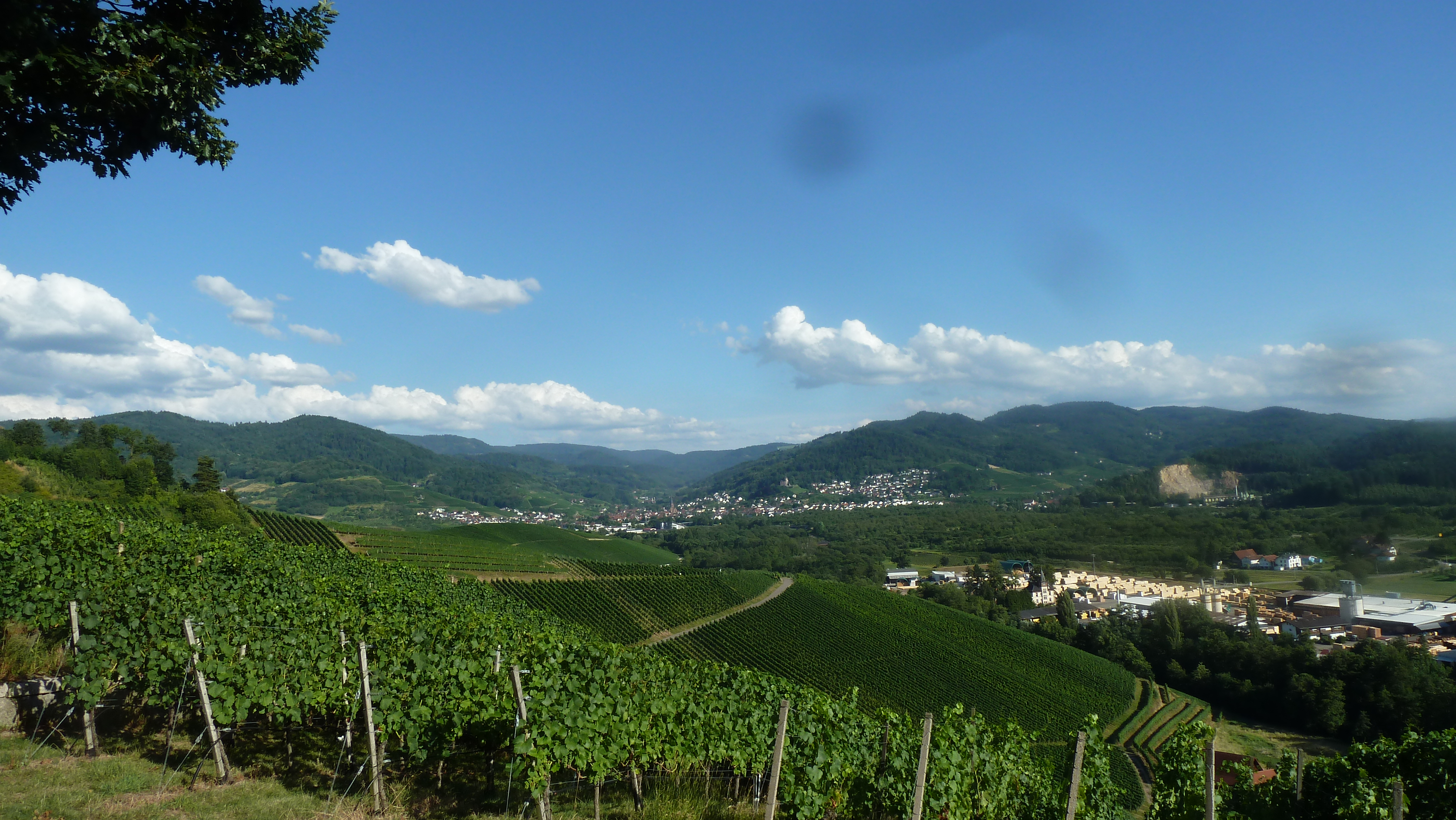
Blick vom Bienenbuckel bei Oberachern ins weitere Achertal

 Unterhalb von Vorderseebach vereinigt sich der Seebach mit dem von Norden kommenden Grimmerswaldbach. Hier verspringt das Achertal rund einen Kilometer südwärts bis etwa zur Einmündung des schroffen Gottschlägtals mit dem Karlsruher Grat und den Wasserfällen am Edelfrauengrab oberhalb von Ottenhöfen. Ab dem von Süden einmündenden Unterwasser-Tal strebt die Acher in nordwestlicher Richtung, die Gemeinde Kappelrodeck durchfließend, der Oberrheinebene zu, welche sie in Achern erreicht, der größten Stadt des nördlichen Ortenaukreises.

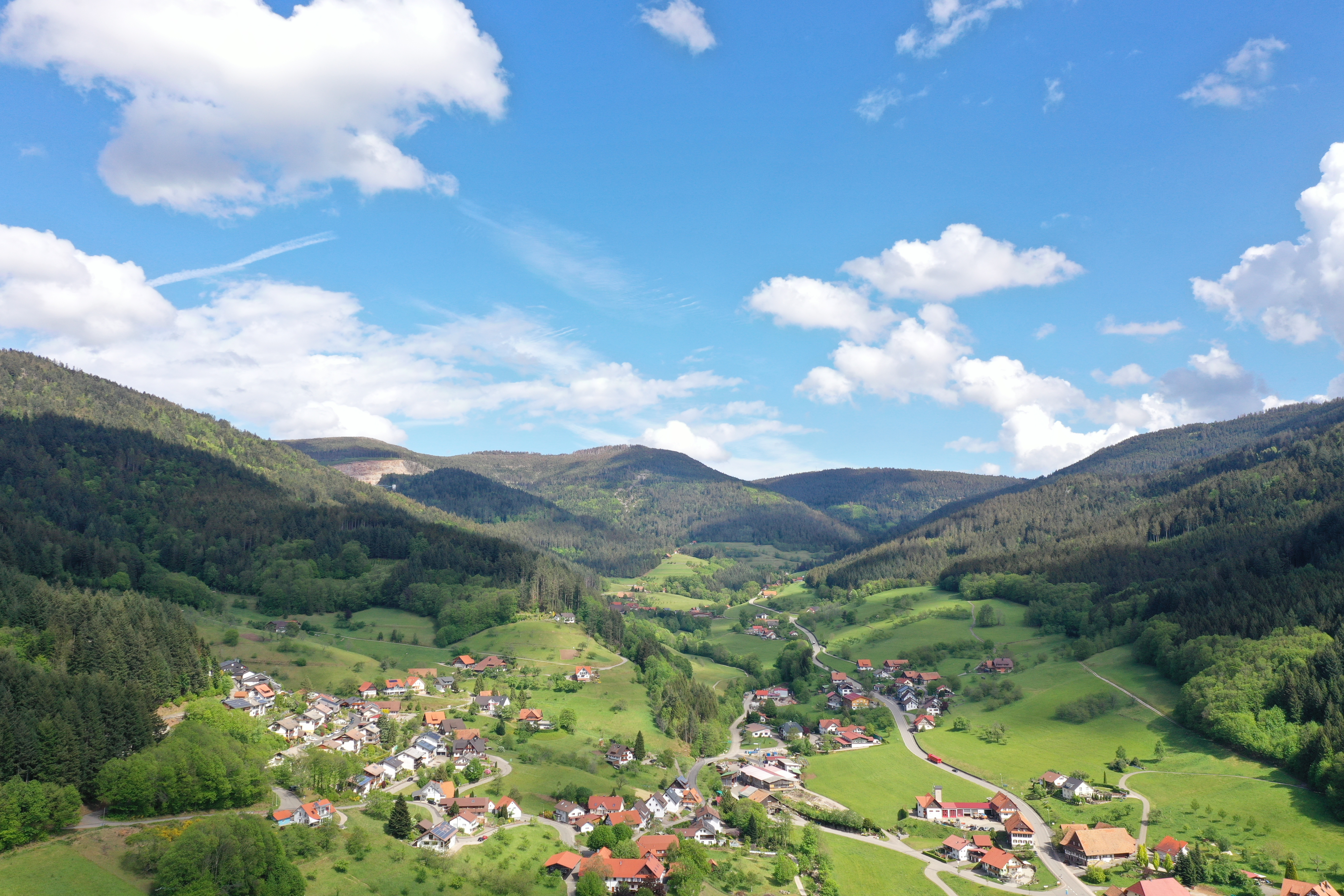
Das obere Achertal bei Seebach

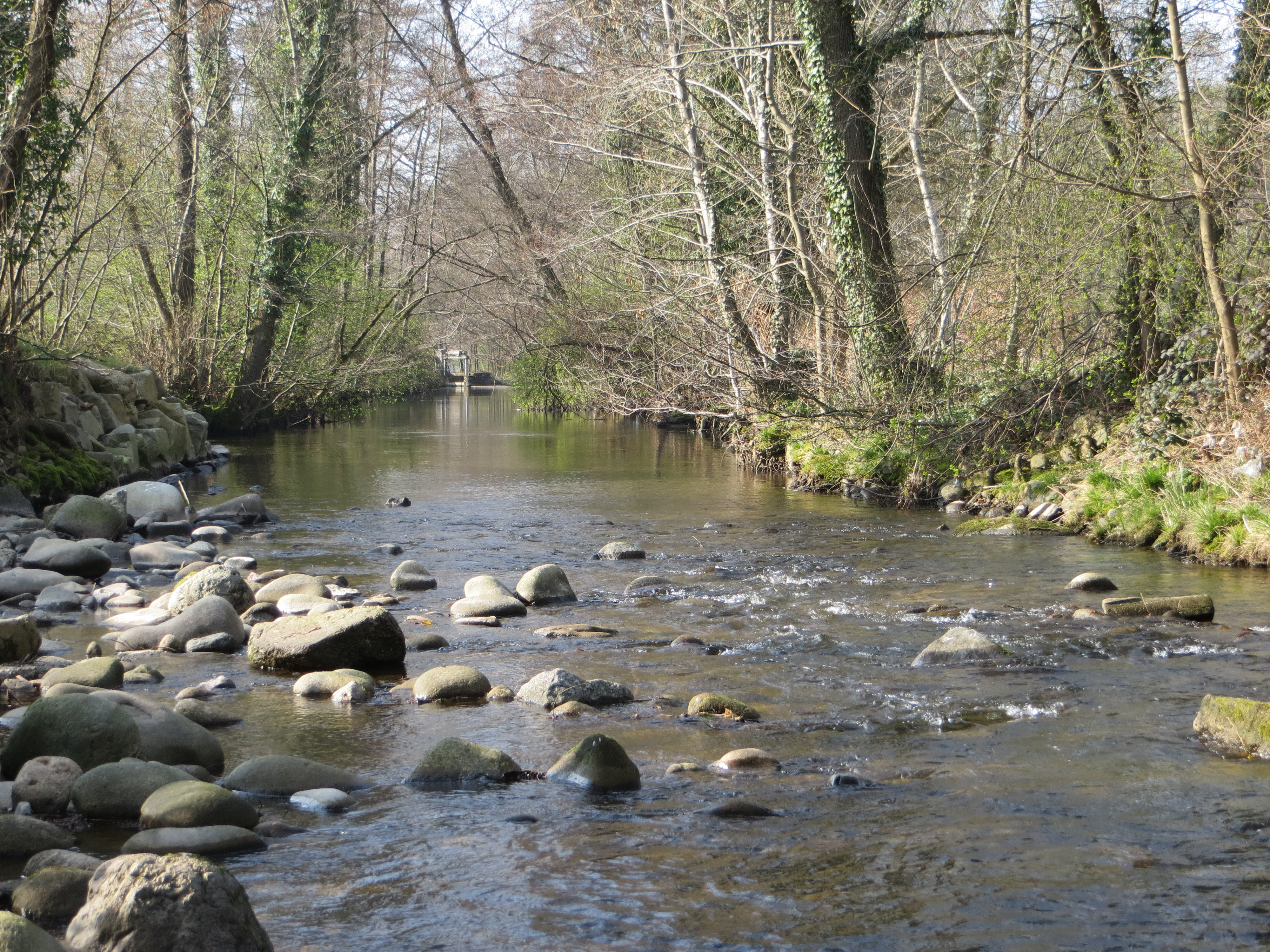
Acher bei Oberachern

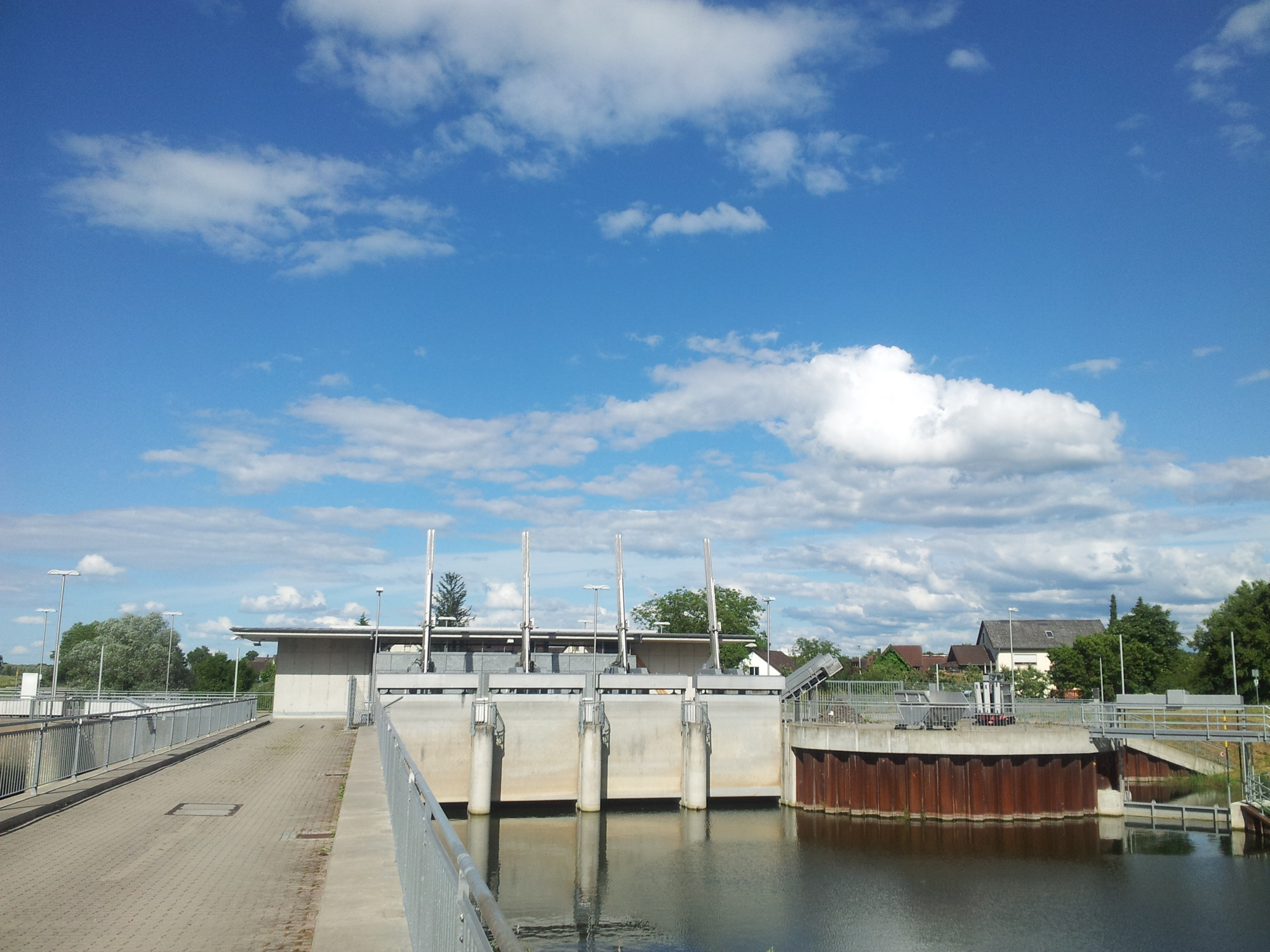
Acherschöpfwerk bei Greffern

In der Rheinebene ist der Flusslauf durch vielfältige wasserbauliche Maßnahmen, insbesondere durch die Acher-Rench-Korrektion zwischen 1936 und 1967, kompliziert. Noch in der Schwarzwälder Vorbergzone, oberhalb von Oberachern, wird der Acherner Mühlbach an einem Wehr von der Acher, die hier eine mittlere Wasserführung von gut 2 m³/s hat, abgeschlagen. Die Acher selbst durchquert danach das Stadtgebiet von Achern. Unterhalb von Achern zweigt der Acher-Flutkanal ab, der bei Hochwasser bis zu 80 Kubikmeter pro Sekunde zum Rench-Flutkanal und damit zum Rhein führen kann. Kurz vor der Aufteilung in Acher und Flutkanal trifft von links her noch der Fautenbach auf den Fluss. Der ursprüngliche, streckenweise ebenfalls kanalisierte Flusslauf verläuft als Acher (Feldbach) nordwärts über Gamshurst, Scherzheim und Lichtenau nach Greffern. Hier mündete der Fluss bis zum Bau der Staustufe Iffezheim in den Rhein.
Ab Greffern verläuft die Acher – nun mehr auch als Rheinseitengraben bezeichnet – weitgehend parallel zum Rhein, dessen Wasserspiegel hier über dem Geländeniveau liegt. Dabei wird die Acher als Verbindung der Teilflächen des Polders Söllingen/Greffern genutzt. Um den Abfluss der Acher auch bei Flutung des Polders zu gewährleisten, ging 2005 bei Greffern ein Schöpfwerk in Betrieb. Binnenseits der Acher verläuft der Rheinniederungskanal, der die Acher südlich von Greffern unterquert. Nordöstlich von Greffern mündet der Acherabzweig Acherner Mühlbach (im Unterlauf Schwarzbach genannt) in den Rheinniederungskanal. Ab Söllingen verläuft der Rheinniederungskanal ebenfalls durch den Polder Söllingen/Greffern. Bei Söllingen mündet – den Rheinniederungskanal unterquerend und mit dem Kanal über eine Hochwasserentlastung verbunden – der Sulzbach als Unterlauf des Sasbachs in die Acher. Südlich von Hügelsheim verlässt der Rheinniederungskanal den Polder; die Acher durchfließt den Auslaufbereich des Polders. In Höhe von Iffezheim mündet der Sandbach in die Acher. Zuletzt den lokalen Namen Sandbach tragend, umfließt die Acher die Staustufe Iffezheim und mündet unweit der Rheinbrücke Wintersdorf bei Rhein-Kilometer 335,9 von rechts in den Rhein.

### Zuflüsse und Abzweigungen

#### Acher
- Dürrbadenbächle (rechts), 1,6 km
- Schwarzenbach (rechts), 1,4 km
- Harzteichbächle (links), 1,2 km
- Kernebächle (links), 0,7 km
- Seebächle (rechts), 2,8 km
- Scherzenschrofenbächle (links), 0,7 km
- Scherzenteichbächle (links), 0,6 km
- Tannenteichbächle (rechts), 0,3 km
- Grimmerswaldbach (rechts), 3,4 km
- Gottschlägbach (links), 3,5 km
- Unterwasserbach (links), 6,6 km
- Günsbächle (rechts), 1,3 km
- Furschenbach (rechts), 1,2 km
- Heidenhofbach[6] (links), 1,4 km
- Ibach (rechts), 2,4 km
- Steinebach (rechts), 2,1 km
- Lierenbach (rechts), 1,7 km
- Götzlerenbach (rechts), 1,3 km
- → (Abzweigung des Acherner Mühlbachs) (nach rechts), 21,7 km
- Langentalbach (links), 5,6 km
- Fautenbach (links), 16,4 km
- → (Abzweigung des Acher-Flutkanals) (nach links), 2,9 km
- Lichterschollengraben (links), 4,0 km

#### Feldbach
- Rittgraben (links), 9,4 km
- Michelfeldgraben (rechts), 31,6 km
- Schwarzwasser (rechts), 6,1 km
- Abzugsgraben Oberau (links), 0,8 km
- Altrheinzug [GKZ 2357276] (links), 5,6 km
- Altrheinarm Kirchhöfel (links), 2,7 km
- Altrheinzug [GKZ 23572774] (links), 4,3 km

#### Rheinseitengraben
- Schlute Korbmachergrund-Ost[7] (rechts), 3,2 km
- Schlute Korbmachergrund-West[7] (rechts), 1,0 km
- Sasbach (rechts), 31,6 km
- Abzugsgraben Erländer See (rechts), 0,9 km
- Altrheinzug[7] [GKZ 23572796] (rechts) 2,5 km
- Rheinseitengraben[7] (links), 1,1 km
- Altrheinzug[8] [GKZ 23572796] (rechts)
- Sandbach (rechts), 29,2 km

## Landschaftsschutzgebiet
Unter dem Namen Oberes Achertal wurde rund um die Gemeinden Ottenhöfen im Schwarzwald und Seebach ein Gebiet von 3600 Hektar durch das Landratsamt Ortenaukreis als Landschaftsschutzgebiet ausgewiesen. Es trägt die Schutzgebietsnummer 3.17.017 und besteht seit 6. Februar 1975.

### LUBW
Amtliche Online-Gewässerkarte mit passendem Ausschnitt und den hier benutzten Layern: Lauf und Einzugsgebiet der Acher

Allgemeiner Einstieg ohne Voreinstellungen und Layer: Daten- und Kartendienst der Landesanstalt für Umwelt Baden-Württemberg (LUBW) (Hinweise)
1. 1 2  Höhe nach dem Höhenlinienbild auf dem Hintergrundlayer Topographische Karte oder dem Digitalen Geländemodell der Online-Gewässerkarte.
2. ↑  Länge nach dem Layer Gewässernetz (AWGN).
3. ↑  Einzugsgebiet nach dem Layer Aggregierte Gebiete 05.
Das Einzugsgebiet umfasst die Acher samt den Zuflüssen Sandbach und Sulzbach/Sasbach. Nicht zum Einzugsgebiet gehört der Acherner Mühlbach als Zufluss des Rheinniederungskanals. Vom Flusssystem der Oos gehört nur der dem Sandbach zufließende Ooskanal zum Einzugsgebiet.
4. 1 2  Werte aus Regionalisierung, Datenstand 1. März 2016 (MNQ, MQ), 30. Januar 2014 (MHQ) aus Abfluss-BW – ein Daten- und Kartendienst der Landesanstalt für Umwelt Baden-Württemberg (Hinweise)

### Andere Belege
1. ↑  Heinz Fischer: Geographische Landesaufnahme: Die naturräumlichen Einheiten auf Blatt 169 Rastatt. Bundesanstalt für Landeskunde, Bad Godesberg 1967. → Online-Karte (PDF; 4,4 MB)
2. ↑   Albrecht Greule: Deutsches Gewässernamenbuch. Walter de Gruyter GmbH & Co. KG, Berlin/Boston 2014, ISBN 978-3-11-057891-1 „Acher“, Seite 23.
3. ↑  Dieter Ortlam: Der Ursprung der Acher (Nord-Schwarzwald) anhand historischer Recherchen sowie die glaziale Genese des Ruhesteins (Schwarzwaldhochstrasse).
4. ↑  Josef Riegelsberger: Acher-Rench-Korrektion. In: Innenministerium Baden-Württemberg (Hrsg.): Wasserwirtschaft in Baden-Württemberg. Wasserversorgung, Abwasserbeseitigung, Flussbau, Talsperrenbau, landwirtschaftlicher Wasserbau, Verwaltung, Organisation. Verwaltungs-Verlag, München 1969, S. 146–152, hier S. 150.
5. ↑  Regierungspräsidium Karlsruhe: Polder Söllingen/Greffern – Baumaßnahmen: Das Acherschöpfwerk mit Sielbauwerk – Bauwerk O. (Memento vom 10. September 2012 im Webarchiv archive.today) (Abgerufen am 8. September 2019).
6. ↑  Mündet in den Alten Mühlgraben einen Nebengraben der Acher
7. 1 2 3 4  Abzweigung
8. ↑  Rückfluss